# Агрономічний наглядач
Агрономі́чний нагляда́ч — посадова особа, яка виконувала господарсько-адміністративні обов'язки з використання ріллі та сінокосних угідь у маєтках удільного відомства на території Російської імперії. Значні площі сінокосу та ріллі агрономічні наглядачі здавали в оренду місцевим селянам. По мірі проведення столипінської реформи за підтримки агрономічних наглядачів майже 70% удільних земель передано для продажу Селянському банку.